# Furcraea cabuya
Furcraea cabuya ist eine Pflanzenart aus der Gattung Furcraea in der Unterfamilie der Agavengewächse (Agavoideae).  Das Artepitheton cabuya leitet sich von einem in Costa Rica gebräuchlichen Trivialnamen für die Art ab.

## Beschreibung

### Vegetative Merkmale
Furcraea cabuya wächst mit stammlosen oder stammbildenden Rosetten. Der Stamm ist dann bis zu 1 Meter hoch und mit alten Laubblättern bedeckt. Die lanzettlichen, offen konkaven Laubblätter spitzen sich über ihrer Basis abrupt zu. Ihre grüne, im Jugendstadium glauke Blattspreite ist halbsukkulent und lederig. Sie ist 150 bis 200 Zentimeter lang und 14 bis 22 Zentimeter breit. Der Blattrand ist zwischen den Randzähnen gerade. An den Blatträndern befinden sich dreieckige, kräftige, in der Regel vorwärts gerichtete Randzähne von 5 bis 8 Millimeter (selten bis zu 11 Millimeter) Länge. Sie sind gelblich bis kastanienbraun, herablaufend und stehen entlang des ganzen Randes 25 bis 45 Millimeter (selten bis zu 50 Millimeter) voneinander entfernt. An der Blattspitze befindet sich ein rötlicher oder dunkel kastanienbrauner, konischer Enddorn, der 1 bis 3 Millimeter (selten bis zu 5 Millimeter) lang und 1 bis 1,3 Millimeter breit ist.

### Generative Merkmale
Der Blütenstand erreicht eine Höhe von 5 bis 10 Meter und besitzt einen langen Schaft. Die fein flaumhaarigen bis kahlen Teilblütenstände sind bis zu 1 Meter lang. Sie tragen manchmal verlängerte Bulbillen. Die Brakteen sind viel kürzer als die kahlen 3 bis 6 Millimeter (selten bis zu 12 Millimeter) langen Blütenstiele. Die zu dritt bis zu sechst zusammenstehenden Blüten sind etwa 55 bis 62 Millimeter (selten ab 45 Millimeter) lang. Ihre elliptischen, hellgrünen bis gelblich grünen Perigonblätter weisen eine Länge von etwa 30 bis 36 Millimeter (selten ab 26 Millimeter) auf und sind 11 bis 15 Millimeter (selten ab 8 Millimeter) breit. Die überlappenden Teile sind behaart. Die inneren Perigonblätter sind mit 13 bis 18 Millimeter ein wenig breiter als die äußeren. Die Staubfäden sind 11 bis 26 Millimeter lang. Der  Fruchtknoten weist eine Länge von 23 bis 28 Millimeter auf. Der Griffel ist 16 bis 22 Millimeter lang.
Über die Früchte und Samen ist nichts bekannt.

## Systematik und Verbreitung
Furcraea cabuya ist im Südosten Mexikos und in Mittelamerika verbreitet. Das Verbreitungsgebiet von Furcraea cabuya var. cabuya erstreckt sich vom mexikanischen Bundesstaat Yucatán über Honduras, Nicaragua, Costa Rica bis nach Panama, wo die Art jedoch nur kultiviert bekannt ist. Auch in den anderen Staaten wird sie häufig kultiviert. Sie wächst in Dornwald, Savannen und Kiefernwald in Höhenlagen von 300 bis 1400 Metern, selten schon ab 50 Meter.
Die Erstbeschreibung durch William Trelease wurde 1816 veröffentlicht. Furcraea cabuya wird in der Gattung in die Sektion Furcraea eingeordnet.

## Nachweise